# Morfa Nefyn

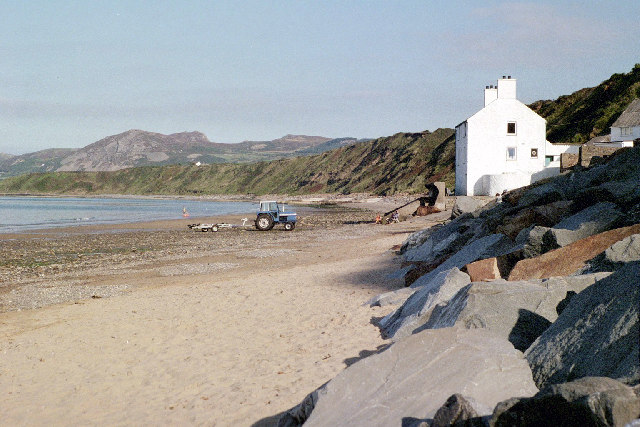
Strand bij Morfa Nefyn

Morfa Nefyn is een dorpje aan de noordkust van het schiereiland Llŷn in Wales. Het dorpje ligt tussen de autoweg B4417 en de Ierse Zee. 

## Beschrijving
Het dorp heeft enkele winkels en een eigen postkantoor. Ten oosten van het dorp ligt Nefyn (2.602 inwoners). Op ongeveer 10 km afstand ligt Pwllheli (3.861 inwoners) aan de zuidkust van het schiereiland. 
Het strand bestaat uit zand en wat schalie. Met helder weer kan men Ierland zien.